# Jadwiga Zieniuk
Jadwiga Czesława Zieniuk (ur. 1932) – polska językoznawczyni, profesor nauk humanistycznych.

## Życiorys
Jest absolwentką Uniwersytetu Jagiellońskiego, w 1966 r. obroniła pracę doktorską pt. O normie języka polskiego w XVIII wieku Polszczyzna literacka pierwszej połowy XVIII wieku w utworach Jana Stanisława Jabłonowskiego, w 1981 r. habilitowała się za rozprawę pt. Rodzaj męski osobowy we współczesnych językach słowiańskich. W 1993 r. otrzymała tytuł profesora nauk humanistycznych.
Pracowała w Instytucie Slawistyki PAN i na Uniwersytecie Śląskim w Katowicach.
Jest członkiem Komisji Dialektologicznej, Komitetu Językoznawstwa PAN i członkiem korespondentem Towarzystwa Naukowego Warszawskiego.

## Odznaczenia i wyróżnienia
- Krzyż Kawalerski Orderu Odrodzenia Polski (2004)[4]
- Medal Komisji Edukacji Narodowej[1]
- Ryngraf Witosława[1]